# Astragalus cerasinus
Astragalus cerasinus är en ärtväxtart som beskrevs av John Gilbert Baker. Astragalus cerasinus ingår i släktet vedlar, och familjen ärtväxter. Inga underarter finns listade i Catalogue of Life.